# Salário
O salário (do latim "salariu:": "pagamento com sal") ou remuneração é atualmente o conjunto de vantagens habitualmente atribuídas aos empregados por serviços prestados ao empregador (contrapartida), em quantia suficiente para satisfazer as necessidades próprias e da família. Por outro lado, o salário na visão da gestão de pessoas da empresa, pode ser considerado como custo de aquisição e manutenção de recursos humanos, assim, denominado de despesa de pessoal. Já na contabilidade os salários são lançados na folha de pagamento.
Segundo alguns juristas, existe algumas diferenças entre os termos salário e remuneração no direito do trabalho brasileiro. O salário diz respeito apenas ao pagamento em dinheiro, e a remuneração engloba também as utilidades, como alimentação, moradia, vestuário, e outras prestações in natura, como por exemplo a gorjeta. Segundo a Consolidação das Leis do Trabalho, salário é o valor pago como contraprestação dos serviços prestados pelo empregado, enquanto remuneração engloba este, mais outras vantagens a título de gratificação ou adicionais. A distinção entre as duas deve ser feita, pois enquanto algumas verbas como o Fundo de Garantia do Tempo de Serviço, férias e o 13º Salário são calculados pela remuneração, outras como adicional noturno e o repouso semanal remunerado são calculados pelo salário.
Além das distinções jurídicas entre salário e remuneração, é importante destacar que o salário possui funções econômicas e sociais, servindo não apenas como meio de subsistência para o trabalhador, mas também como instrumento de equilíbrio nas relações de trabalho e no mercado. Por sua vez, a remuneração, ao abranger elementos variáveis como bônus e benefícios, tem sido utilizada como estratégia para motivar e reter talentos nas organizações, alinhando os interesses dos empregados e empregadores. Essa visão mais ampla contribui para a promoção de produtividade e satisfação no ambiente laboral, refletindo diretamente na competitividade das empresas.

## Componentes da remuneração
- Salário Direto e Indireto: O salário direto é a remuneração fixa que o empregado recebe pelo trabalho desempenhado, normalmente em dinheiro e prevista em contrato. Exemplos incluem salário base mensal, hora extra e adicional noturno. Já o salário indireto refere-se aos benefícios que o colaborador recebe, mas que não são pagos diretamente em dinheiro, como vale-alimentação, plano de saúde e auxílio-creche.

- Remuneração Fixa e Variável: A remuneração fixa é aquela que não sofre alterações com base nos resultados do empregado ou da empresa, como o salário mensal pré-definido em contrato. Em contrapartida, a remuneração variável está vinculada ao desempenho individual, grupal ou organizacional. Exemplos incluem comissões, bônus por produtividade e prêmios por metas atingidas.

- Remuneração por Habilidade e Competência: A remuneração por habilidade considera as capacidades técnicas específicas do trabalhador, incentivando o desenvolvimento técnico. Por exemplo, um programador que domina novas linguagens pode ter aumento salarial. A remuneração por competência, por sua vez, considera conhecimentos, habilidades e atitudes alinhados às demandas organizacionais. Um exemplo seria um líder estratégico receber bonificação por demonstrar competências avançadas em liderança.

- Remuneração Funcional: Neste modelo, o foco é na função desempenhada, independentemente de habilidades ou competências. Assim, funções mais complexas ou de maior responsabilidade recebem remunerações mais elevadas. Um exemplo é a diferença salarial entre uma recepcionista e um gerente.

- Participação Acionária: A participação acionária distribui ações da empresa aos empregados, criando um senso de propriedade. Empresas de tecnologia, como Google e Apple, frequentemente utilizam essa prática como parte da remuneração de seus colaboradores.

- Participação nos Lucros: Este modelo prevê um pagamento adicional vinculado aos resultados financeiros da organização, compartilhando parte do lucro líquido com os colaboradores. Um exemplo comum é a prática em instituições financeiras que distribuem parte dos lucros ao final do ano.

- Salário sobre Demanda: Neste modelo, o trabalhador pode acessar parte de seu salário antes do fechamento do período de pagamento, conforme sua necessidade. Plataformas digitais têm oferecido soluções que permitem a antecipação de até 50% do valor já trabalhado.

- Diferença entre Salário e Remuneração: O salário é o valor pago diretamente ao trabalhador como contraprestação pelos serviços prestados. Já a remuneração é um conceito mais amplo, que inclui o salário base, benefícios e pagamentos variáveis. Por exemplo, um colaborador com um salário mensal de R$ 3.000 pode ter sua remuneração total aumentada por benefícios como vale-transporte, bônus e plano de saúde.

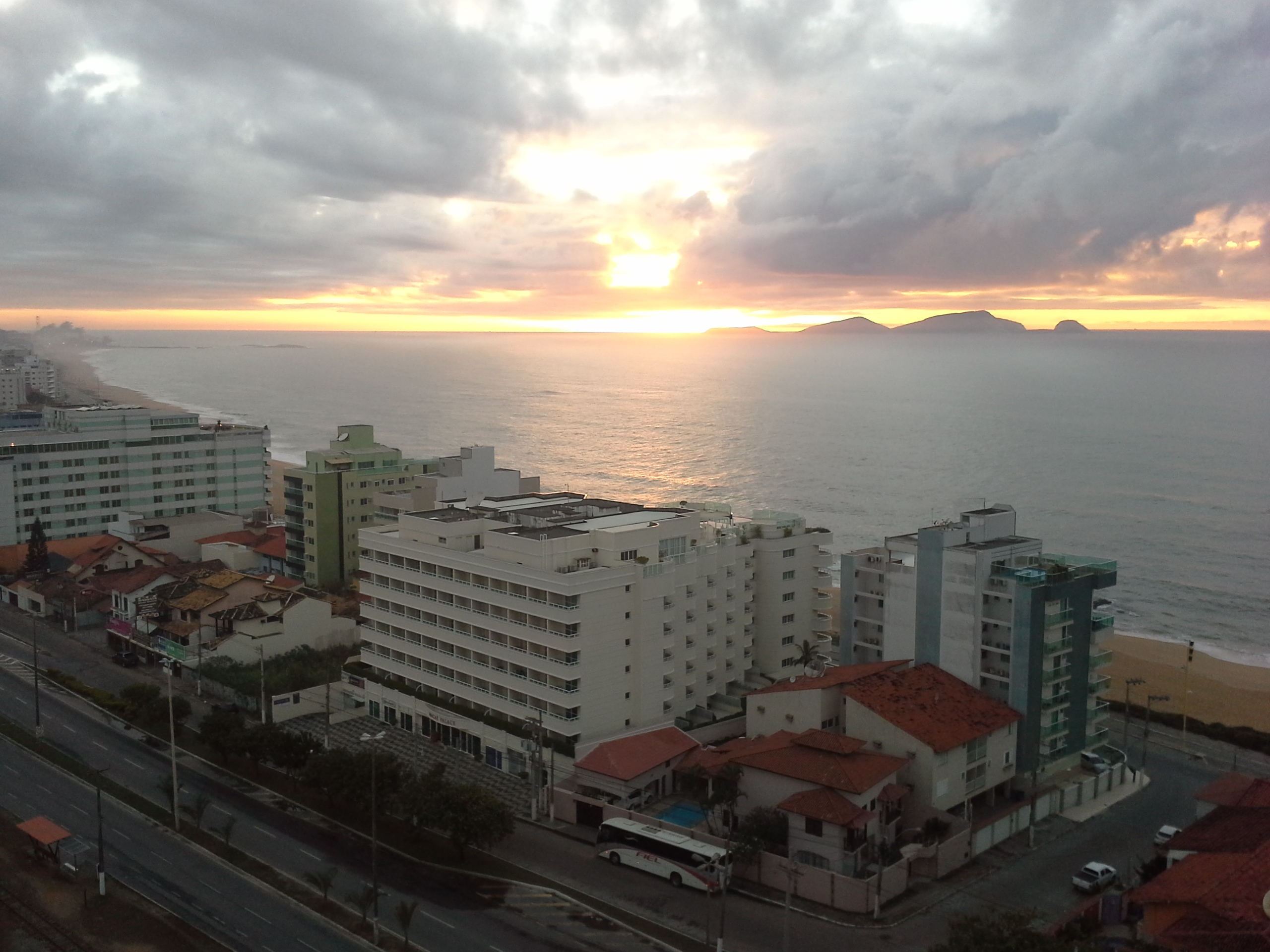
A cidade de Macaé tem hoje o maior salário médio do Brasil

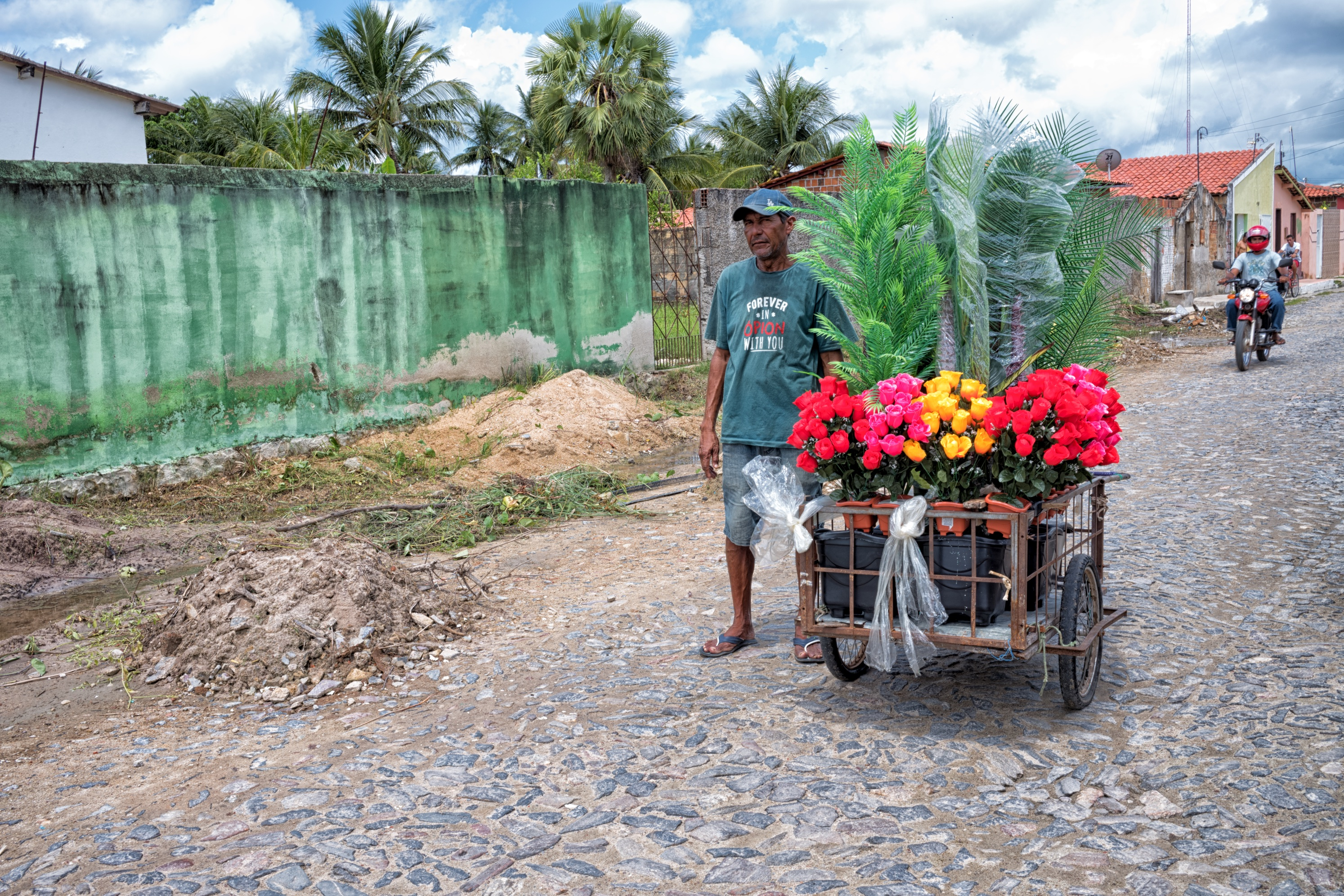
Homem carrega flores em carrinho na cidade de Chaval, pior salário médio do Brasil

## Histórico
A história da civilização mostra que o humano primitivo procurava defender-se do frio e da fome em cavernas e com caça e pesca. Ao passar dos séculos, o humano teve necessidade de maior conforto e as necessidades individuais, assim surgiu o sistema de troca direta, que deu origem aos vocábulos “salário” (significa pagar com certa quantidade de sal) e “pecúnia” (do latim pecus que significa gado).
O trabalho antigamente era pago em proteção, abrigo, ou em mercadoria, esta mercadoria por sua vez, era o sal. Salário deriva do termo em latim salarium, (de salarium argentum) que significa "pagamento de sal” ou “pelo sal”. O termo vem do antigo Império Romano onde os serviços eram pagos com este composto, pelo fato que o sal valia como seu peso em ouro, pois ele era antigamente uma das poucas maneiras para preservar a carne em um mundo sem geladeira.
Havia grande demanda pelo composto e, ter barras de sal guardada funcionava como poupança. Pois este foi durante séculos uma mercadoria/moeda de difícil obtenção, principalmente no interior do continente europeu.

No século VII a.C. na Lídia (atual Turquia) surgiu a moedas como atualmente conhecemos, peça cunhada de metal no formato de disco representando valores, adotada em Roma 300 anos depois.

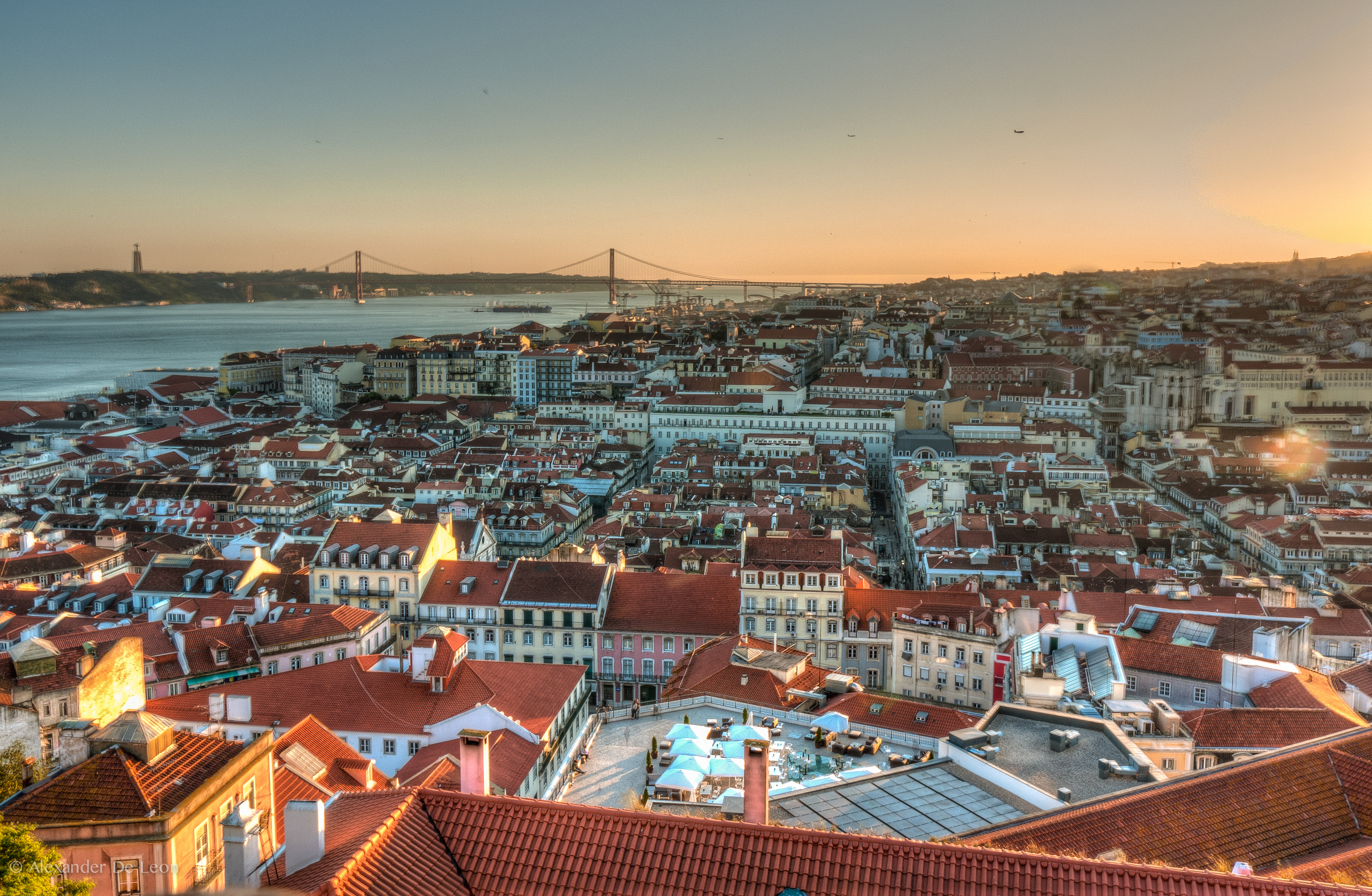
Os moradores de Lisboa tem um dos maiores salários médios de Portugal

## Determinação do salário
Nas sociedades capitalistas, salário – ou capital variável no conceito de Marx – é o preço oferecido pelo capitalista ao empregado pelo aluguel de sua força de trabalho por um período determinado, geralmente uma semana ou um mês, ou por unidade de produção. 
Sendo o trabalho humano também uma mercadoria, o salário está sujeito às leis da oferta e da procura de trabalho, de forma análoga aos preços. No entanto, pela própria lógica de funcionamento do sistema capitalista, os salários tenderiam a ser, cada vez mais, salários de sobrevivência, garantindo ao menos a reprodução da força de trabalho – do contrário, o capitalista não teria lucro.
Segundo os economistas neoclássicos, os salários são determinados pela produtividade marginal do trabalho.

## Salário real e salário nominal
- Salário Nominal é o salário medido em quantidade de moeda, no padrão monetário vigente.
- Salário Real: é o salário medido em termos de poder de compra (de bens e serviços) do salário nominal, em um dado período. Se há uma alta geral de preços dos bens e serviços (inflação), sem que os salários subam na mesma proporção e no mesmo ritmo, o poder de compra do salário nominal cai, isto é, o salário real diminui.[9]

## Sistema de pagamento
- Salário por unidade de tempo: é pago em razão com o tempo que o trabalhador fica a disposição do empregador. Neste método tem que levar em conta, as horas e minutos  em que o trabalhador ficou à disposição, porém não necessitando de gerar resultados.
- Salário por produção: é pago de acordo com a quantidade produzida pelo trabalhador, ou seja, sem considerar o tempo gasto. Envolve os conjuntos de incentivos e prêmios de produção, como por exemplo, pagamento de comissões. O propósito deste sistema é incentivar o aumento da produtividade.
- Salário por tarefa: é a combinação dos outros dois, o trabalhador tem uma jornada de trabalho e também está sujeito a quantidade produzida.[10]

## Salário mínimo
O salário mínimo pode ser definido como o menor salário pago de uma empresa a um funcionário, este por sua vez, é estipulado por lei e anualmente é feito uma reavaliação, onde é reajustado para conservar a capacidade de compra do cidadão.
O salário mínimo deve suprir as necessidades essenciais do trabalhador e da sua família, como alimentação, educação, saúde, moradia, transporte, entre outros, e este, é um direito civil do trabalhador.

### Salário mínimo no Brasil
No Brasil o salário mínimo só foi incluso na constituição brasileira de 1934, na era do governo de Getúlio Vargas, pelo fato que, naquele instante estava acontecendo mudanças na economia brasileira que possibilitou transformações do País, porém só foi executado a partir de 1940. O salário mínimo no Brasil foi fundado em 1º maio de 1940, pelo Decreto-Lei 2.162, que tinha como propósito garantir o sustento de uma pessoa por um mês.
Foi incluído um programa de estabilização econômica no País com o Plano Collor no início da década de 90. Através de uma política preestabelecida, os salários e os preços passaram a ser ajustados após o cálculo da inflação. O Plano Real foi introduzido em 1994, com esse programa ocorreu um acréscimo no domínio aquisitivo das famílias de renda baixa, em virtude do declínio da inflação. No período de 1997 houve algumas modificações salariais dentro das organizações, estas mudanças foram por categorias, e assim, os sindicatos estipularam o piso salarial no domínio das bases. A desigualdade no Brasil é estimada como uma das mais elevadas do mundo.

## Piso Salarial
Piso salarial caracteriza como um menor salário que o trabalhador pode receber em sua categoria profissional específica. O piso salarial é estabelecido na data-base da categoria e determinado por um acordo ou convenção coletiva de trabalho resultado de negociação entre as partes. O procedimento que resulta na assinatura de um acordo ou convenção coletiva - também conhecidos por instrumentos normativos - é chamado de negociação coletiva. Os acordos e convenções coletivas de trabalho estipulam compromissos e normas entre as partes, que devem ser respeitada durante sua vigência.

### Histórico
A Lei n. 11.738/2008, que implantou o Piso Salarial Profissional Nacional (PSPN), com vistas à regulamentação da carreira e da remuneração dos profissionais da educação básica no Brasil.
Considera-se que a promulgação da Lei n. 11.738/2008 representa um momento histórico de união das lutas a favor de melhores condições de trabalho e de remuneração dos trabalhadores em educação do país. Com isso, considera-se um processo que se passa no século XIX e que só teve efeito na primeira década do século XXI, porque as condições objetivas e subjetivas tornaram uma prática real. Todavia, foi com a elaboração e a promulgação da Constituição Federal de 1988 que os pedidos pela valorização do magistério se transformaram em perspectivas jurídico-legais, dado o contexto econômico, social e político que circulou tal processo e que propiciou condições materiais e ideológicas para a reconstituição das relações entre sociedade e Estado. Essa redefinição, pela concepção constitucional que se instalava, teve a possibilidade de se construir o chamado Estado de direito democrático social. Reestruturou, para a sociedade brasileira, eleições diretas para o chefe do executivo nacional, após 21 anos de ditadura civil militar no país, época em que foi marcada pela ‘limitação’ dos direitos políticos. Aconteceu que o projeto de nação vencedor naquele instante histórico alocava a crise do capital no âmbito do Estado. Frente a esta situação, o Estado, que havia até então sido chamado a resolver a crise do capital que se alarmou em 1929, agora era convidado a retirar sua intervenção da economia. Considera que a intervenção do Estado na economia foi justamente o que passou a ser alvo das críticas do pensamento neoconservador.

## Ajudas de custo
As ajudas de custo não constituem uma forma pagamento de natureza salarial. A sua finalidade passa por ressarcir despesas relacionadas com o cumprimento de determinada função, que por sua vez, estará associada a um determinado contrato de trabalho. No entanto, as ajudas de custo, são frequentemente usadas como forma de mascarar parcelas de natureza salarial por parte das empresas. O motivo prende-se, essencialmente, com o pagamento de menores impostos e respectiva fiscalidade que lhe está associada.